# Carl-Friedrich von Langen
Carl-Friedrich Freiherr von Langen-Parow (ur. 25 lipca 1887 w Klein Belitz, zm. 2 sierpnia 1934 w Poczdamie) – niemiecki jeździec sportowy, dwukrotny medalista olimpijski z Amsterdamu.
Zawody w 1928 były jego jedynymi igrzyskami olimpijskimi. Brał udział w konkursach skoków przez przeszkody i w dresażu. Triumfował, zarówno indywidualnie, jak i drużynowo, w konkursach w drugiej z tych konkurencji. Drużynę tworzyli również Hermann Linkenbach i Eugen von Lotzbeck.
W czasie I wojny światowej służył w armii Cesarstwa Niemieckiego w stopniu kapitana. Po zakończeniu wojny wstąpił do oddziałów Sturmabteilung (SA), otrzymując stopień SA-Sturmbannführera (majora).
Zmarł na skutek upadku z konia podczas zawodów 2 sierpnia 1934 roku w Poczdamie.